# Dionizijevo uho
Dionizijevo uho (italijansko Orecchio di Dionisio) je apnenčasta umetna jama, ki je bila najdena v antičnem kamnolomu, ki mu pravijo ječa Paradiso, pod grškim gledališčem v mestu Sirakuze na Siciliji v Italiji, izklesana v hrib Temenites. Zaradi podobnosti s človeškim ušesom je jama dobila ime Dionizijevo uho.

## Geologija
Dionizijevo uho je bilo najverjetneje oblikovano iz starega apnenčastega kamnoloma. Je 23 metrov visoka in se razteza 65 metrov v globino. Vodoravno ima približno obliko črke "S", navpično pa se na vrhu zoži v obliki solze. Zaradi svoje oblike ima uho izredno dobro akustiko, tako da je resonanca v jami zelo majhna.

## Namen
Jama je bila v grško-rimskem obdobju izkopana kot shranjevalnik vode za Sirakuze. Najprej je bil izkopan ozek predor, ki je bil razširjen tako, da so kopali navzdol in bočno, zato je jama tako nenavadne oblike. Majhen ozek predor je še vedno viden na vrhu te umetne jame. Potres, ki je prizadel to območje, je povzročil poškodbe in jama je postala neuporabna za shranjevanje vode.

## Zgodovina
Ime jame je leta 1586 skoval slikar Caravaggio. Nanaša se na tirana Dionizija I. starejšega iz Sirakuz. Po legendi (najbrž tisti, ki jo je ustvaril Caravaggio), je Dionizij jamo uporabil kot zapor za politične disidente in zaradi popolne akustike prisluškoval načrtom in skrivnostim svojih ujetnikov. Še ena grozljiva legenda trdi, da je Dionizij izklesal jamo v tej obliki, da bi okrepil krike zapornikov, ki so bili mučeni. Na žalost se zvočni učinek ne more več slišati, ker dostop do žariščne točke ni več možen. Vendar pa obiskovalci jame še vedno slišijo odmev, ko so v Dionizijevem ušesu.
Zaradi ugleda akustične brezhibnosti je Dionizijevo uho zgled za vrsto ušesne troblje, ki ima upogljivo cev. Izraz "Dionizijevo uho" se lahko nanaša tudi na nadzor, zlasti v politične namene.
Verjetno pa je ta značilnost naravnega izvora. Leži na strmem pobočju hrbta, ki bi lahko bil tudi "odprtina" kanjona, ki ga je izkopala deževnica v prazgodovinskih časih. Primerjava s preostalimi podobnimi kanjoni, zlasti v državi Utah (ZDA), kaže veliko podobnih značilnosti. Ravnost zgornje odprtine in širitev spodnjega dela kot njena kronasta oblika so prav tako pogoste za odprtine jam drugje. Visoko polirane stranice tudi nakazujejo, da je pojav nastal z vodo. Taka naravna značilnost, zlasti glede na akustiko, bi bila v starodavnem svetu vrednotena kot domnevna sveta značilnost, in to bi lahko povzročilo, da se je ohranila. Če bi jo izdelal človek, verjetno stene ne bi bile tako gladke. Glede na to, da je gradnja obsežne nekropole, ki jo je obkrožala na pobočju zgoraj, zahtevala odstranitev ogromne količine prvotne skale, je tudi mogoče, da bi se ta "kanjon" lahko še podaljšal, preden so tam začeli kopati.